# Salisbury (Uriah Heep)
Salisbury is het tweede studioalbum van de Britse hardrockband Uriah Heep. Het werd in februari 1971 uitgebracht. Op het vorige album ...Very 'eavy ...very 'umble was de band nog aan het zoeken naar een definitieve muzikale richting. De specifieke muziekstijl van Uriah Heep, met harde gitaar- en orgelsolo’s en harmonieuze koortjes, is op dit tweede album duidelijker te horen. Voor de opnames van dit album werd drummer Ollie Olsson (Nigel Olsson) vervangen door Keith Baker, die na de opnames de band weer heeft verlaten omdat hij op zag tegen de vele optredens. Hij speelde wel mee op alle nummers van dit album.
De nummers op dit album zijn allemaal geschreven door leden van de band. Er zijn drie liedjes geschreven door de keyboardspeler Ken Hensley alleen, de overige nummers door meerdere bandleden samen. Van het vorige album was het merendeel geschreven door gitarist Mick Box en zanger David Byron, voor het tweede album hebben zij veel minder geschreven. 
Dit album begint met het rocknummer Bird of prey, dat eerder is verschenen als B-side van de single Gypsy. Bird of prey stond ook al op de Amerikaanse uitvoering van het eerste album. Daarom werd dit lied niet nogmaals opgenomen op het tweede album in de Verenigde Staten. Daarvoor in de plaats stond op die uitvoering het nummer Simon the bullet freak. Time to live en High priestess zijn stevige rocknummers. 
Lady in black is eenvoudig mee te zingen en dat gebeurt dan ook massaal tijdens concerten. Het lied heeft dertien weken op de eerste plaats gestaan in de Duitse hitlijsten. Op het symfonische rock nummer Salisbury, dat zestien minuten duurt, speelt Uriah Heep samen met een 24 leden tellend blaasensemble. 
Het album is opgenomen in oktober/november 1970 in de Landsdowne Studio’s in Londen en geproduceerd door Gerry Bron voor Hit Record Production Limited. Het is uitgebracht in februari 1971. Het album werd eerst uitgegeven op het Vertigo label, maar toen de band voor hun derde album in 1971 een contract tekende met Bronze records, werden ook de eerdere albums daarheen overgebracht. 
In 1996 is een geremasterde cd uitgebracht met drie bonus tracks, in 2003 verscheen een luxe versie van dit album met zeven bonus tracks. In 2016 is een dubbelalbum uitgebracht, geremasterd door Andy Pearce, die eerder heeft gewerkt voor onder meer Lou Reed en Black Sabbath. Hierbij is een tweede disc gevoegd, met onder meer negen alternatieve, niet eerder verschenen versies onder de naam An alternative Salisbury. Bij dat album zijn uitgebreide toelichtingen geschreven door Mick Box en Ken Hensley. 

## Muzikanten
- David Byron – zang
- Ken Hensley – orgel, piano, slide en akoestische gitaar, zang
- Mick Box – elektrische en akoestische gitaar, zang
- Paul Newton – basgitaar, zang
- Keith Baker - drums

Arrangementen voor het orkest bij het nummer Salisbury werden geschreven door John Fiddy. 

## Muziek
| Nr. | Titel                                   | Duur |
| --- | --------------------------------------- | ---- |
| 1.  | Bird of prey (Box/Byron/Hensley/Newton) | 4:05 |
| 2.  | The park (Hensley)                      | 5:38 |
| 3.  | Time to live (Box/Byron/Hensley)        | 4:02 |
| 4.  | Lady in black (Hensley)                 | 4:33 |

| Nr. | Titel                         | Duur  |
| --- | ----------------------------- | ----- |
| 1.  | High priestess (Hensley)      | 3:39  |
| 2.  | Salisbury (Box/Byron/Hensley) | 16:22 |